# Number the brave
Number the brave is een studioalbum van Wishbone Ash. Na het vertrek van mede-oprichter Martin Turner moest Wishbone Ash op zoek naar een nieuwe basgitarist. Die werd gevonden in John Wetton, die vlak daarvoor zijn muziekgroep UK zag stranden aan onderlinge strijd. Een gelukkig keus was het niet; Wetton ging weer net zo snel weg, als dat hij gekomen was; hij vertrok naar supergroep Asia. Wetton droeg in andere bands waar hij deel van uitmaakte altijd behoorlijk bij in het schrijven van liedjes, doch hier is er maar een van zijn hand. Voor dit album week Wishbone Ash uit naar de Criteria Studios in Miami, Florida. Claire Hammill die meezong op dit album ging ook mee op tournee.
Ten opzichte van andere albums duurde het lang voordat een Japanse compact discrelease (2002) volgde. Daarop volgden nog meer uitgaven, maar ook alleen in Japanse versie (gegevens 2011).
Het album haalde in vijf weken notatie in de Engelse albumlijst een 61e plaats.

## Musici
- Andy Powell – gitaar, zang
- Laurie Wisefield – gitaar, zang
- John Wetton – basgitaar, zang, toetsinstrumenten
- Steve Upton – slagwerk

met
- Claire Hammill – zang
- Gasper Lawal – percussie

## Muziek
| Nr. | Titel                                          | Duur |
| --- | ---------------------------------------------- | ---- |
| 1.  | Loaded (Wisefield, Upton, Powell)              | 4:14 |
| 2.  | Where is the love (Upton, Wisefield, Powell)   | 3:22 |
| 3.  | Underground (Powell, Wisefield, Upton)         | 4:14 |
| 4.  | Kicks on the street (Upton, Wisefield, Powell) | 4:19 |
| 5.  | Open road (Upton, Wisefield, Powell)           | 5:21 |
| 6.  | Get ready (Smokey Robinson)                    | 3:02 |
| 7.  | Rainstorm (Wisefield, Upton, Powell)           | 4:57 |
| 8.  | That’s that (Wetton)                           | 3:06 |
| 9.  | Roller coaster (Wisefield, Powell, Upton)      | 3:21 |
| 10. | Number the brave (Powell, Upton, Wisefield)    | 4:57 |